# Sayhad

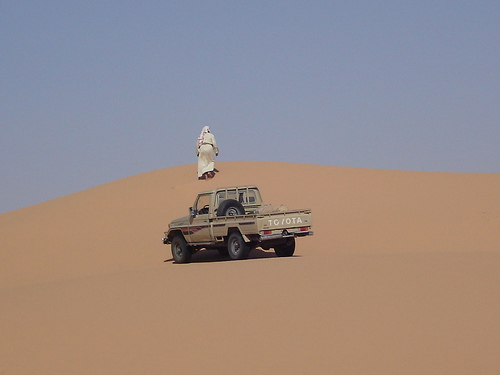
Desierto de Yemen.

Sayhad es una región desértica que se corresponde con los desiertos del norte del actual Yemen (gobernaciones de Al-Yauf, Ma'rib y Shabwa) y del sudoeste de Arabia Saudita (Provincia de Najrán).